# Campeonato salvadoreño 1979-80
El Campeonato salvadoreño 1979-80 fue la vigésimo novena edición de la Primera División de El Salvador. El campeón fue el Santiagueño, consiguiendo su primer título.

## Formato de competición

### Fase regular
Los doce clubes disputan el campeonato bajo un sistema de todos contra todos, a dos vueltas. La ubicación en la tablas, está sujeta a las siguientes condiciones:
- Por juego ganado se obtendrán dos puntos.
- Por juego empatado se obtendrá un punto.
- Por juego perdido no se otorgan puntos.

El orden de los clubes al final de la fase corresponderá a la suma de los puntos obtenidos por cada uno de ellos.
Si al finalizar las 22 jornadas, dos o más clubes estuviesen empatados en puntos, su posición en la tabla será determinada atendiendo a los siguientes criterios de desempate:
1. Mejor diferencia entre los goles anotados y recibidos.
2. Mayor número de goles anotados.

El descenso a Segunda División corresponde a los dos equipos que acumulen la menor cantidad de puntos, y que por ende finalicen en los últimos lugares de la clasificación.

### Fase final
Los primeros cuatro lugares clasifican a una cuadrangular, donde el campeón es el club que obtenga la mayor cantidad de puntos, y por ende se ubique en el primer lugar.

## Ascensos y descensos
| Ascendido de la Segunda División 1978-79 |
| ---------------------------------------- |
| Chalatenango                             |

| Descendido en el Campeonato salvadoreño 1978-79 |
| ----------------------------------------------- |
| Sonsonate                                       |

## Equipos participantes
| Club               | Ciudad            | Departamento |
| ------------------ | ----------------- | ------------ |
| Águila             | San Miguel        | San Miguel   |
| Alianza            | San Salvador      | San Salvador |
| Atlético Marte     | San Salvador      | San Salvador |
| Chalatenango       | Chalatenango      | Chalatenango |
| Dragón             | San Miguel        | San Miguel   |
| FAS                | Santa Ana         | Santa Ana    |
| Independiente      | San Vicente       | San Vicente  |
| Luis Ángel Firpo   | Usulután          | Usulután     |
| Once Municipal     | Ahuachapán        | Ahuachapán   |
| Platense Municipal | Zacatecoluca      | La Paz       |
| Santiagueño        | Santiago de María | Usulután     |
| Universidad        | San Salvador      | San Salvador |

## Fase regular
| Pos. | Equipo             | Pts. | PJ | G  | E | P  | GF | GC | Dif. | Clasificación o descenso             |
| ---- | ------------------ | ---- | -- | -- | - | -- | -- | -- | ---- | ------------------------------------ |
| 1    | FAS                | 31   | 22 | 13 | 5 | 4  | 48 | 18 | +30  | Cuadrangular y Copa Fraternidad 1980 |
| 2    | Águila             | 31   | 22 | 11 | 9 | 2  | 32 | 16 | +16  | Cuadrangular y Copa Fraternidad 1980 |
| 3    | Santiagueño        | 29   | 22 | 13 | 3 | 6  | 47 | 32 | +15  | Cuadrangular y Copa Fraternidad 1980 |
| 4    | Independiente      | 27   | 22 | 11 | 5 | 6  | 37 | 32 | +5   | Cuadrangular                         |
| 5    | Platense Municipal | 25   | 22 | 11 | 3 | 8  | 36 | 30 | +6   |                                      |
| 6    | Alianza            | 22   | 22 | 7  | 8 | 7  | 34 | 28 | +6   | Copa Fraternidad 1980                |
| 7    | Atlético Marte     | 20   | 22 | 6  | 8 | 8  | 45 | 32 | +13  |                                      |
| 8    | Luis Ángel Firpo   | 19   | 22 | 8  | 3 | 11 | 16 | 33 | −17  |                                      |
| 9    | Chalatenango       | 18   | 22 | 8  | 2 | 12 | 32 | 36 | −4   |                                      |
| 10   | Dragón             | 18   | 22 | 6  | 6 | 10 | 23 | 36 | −13  |                                      |
| 11   | Universidad        | 14   | 22 | 5  | 4 | 13 | 17 | 43 | −26  | Descenso de categoría                |
| 12   | Once Municipal     | 10   | 22 | 3  | 4 | 15 | 24 | 55 | −31  | Descenso de categoría                |

 Fuente: RSSSF

## Fase final
| Pos. | Equipo          | Pts. | PJ | G | E | P | GF | GC | Dif. | Clasificación          |
| ---- | --------------- | ---- | -- | - | - | - | -- | -- | ---- | ---------------------- |
| 1    | Santiagueño (C) | 10   | 6  | 5 | 0 | 1 | 14 | 7  | +7   | Copa de Campeones 1980 |
| 2    | Águila          | 8    | 6  | 4 | 0 | 2 | 14 | 8  | +6   | Copa de Campeones 1980 |
| 3    | FAS             | 6    | 6  | 2 | 2 | 2 | 11 | 12 | −1   |                        |
| 4    | Independiente   | 1    | 6  | 0 | 1 | 5 | 9  | 21 | −12  |                        |

 Fuente: RSSSF
| Campeón               |
| Santiagueño 1° Título |